# Unplugged (Alice in Chains)
| Recensione | Giudizio |
| ---------- | -------- |
| AllMusic   | [ 1 ]    |

Unplugged è un album dal vivo del gruppo statunitense Alice in Chains, pubblicato il 30 luglio 1996.

## Descrizione
Registrato il 10 aprile 1996 al Majestic Theatre della Brooklyn Academy of Music come parte della serie di concerti MTV Unplugged, contiene versioni acustiche delle canzoni della band. Lo show fu trasmesso per la prima volta su MTV il 28 maggio e fu il primo concerto degli Alice in Chains dopo oltre due anni e mezzo dal precedente, nonché una delle ultime apparizioni della band dal vivo con il cantante Layne Staley. Nel luglio dello stesso anno venne pubblicato il relativo album, oltre alla versione video contenente alcune parti non incluse nello show mandato in onda da MTV, compresi interi brani, i quali si trovano però sul disco.
Per l'occasione la band si presenta con cinque elementi, con l'aggiunta di Scott Olson, allora membro della band Heart, come seconda chitarra e al basso nella traccia finale. La band esegue la maggior parte dei propri successi (tra cui Would?, Down in a Hole e Rooster), esclude però dalla scaletta tutti i brani del primo album Facelift. Il concerto termina con l'unico inedito, Killer Is Me.
Staley, in piena lotta contro la propria dipendenza dall'eroina, appare dimagrito, visibilmente affaticato e, malgrado l'ottima prova vocale, fuori allenamento: confonde infatti le parole dei brani in diversi momenti. Durante l'esecuzione di Sludge Factory, inverte i versi e interrompe immediatamente la canzone con un sonoro "Fuck!". Jerry Cantrell e lo stesso Layne sdrammatizzano, scherzando con un paio di battute e ricevendo gli applausi di un pubblico divertito dal piccolo incidente, prima di rieseguire da capo il brano. L'errore e la successiva gag con Cantrell non sono inclusi nel cd, appaiono tuttavia nella versione video. Anche sul finale di Down in a Hole, Staley sembra confondersi al momento di ripetere il ritornello, lasciando cantare solo Jerry. Ciò nonostante, l'intera performance è destinata ad entrare nella storia e ad essere considerata tra le migliori della serie di MTV Unplugged, al pari di quelle di Pearl Jam, Kiss e Nirvana.
Tra il pubblico, nelle primissime file, sono presenti i Metallica. In una pausa tra i brani, Staley scherza con il pubblico annunciando la proiezione di un video di LL Cool J, mentre Mike Inez intona al basso il riff principale di Enter Sandman, seguito a ruota da Sean Kinney alla batteria. Tra le ovazioni del pubblico si può distinguere l'urlo di apprezzamento di James Hetfield. Un altro omaggio agli amici Metallica è riportato sullo stesso basso di Inez: la scritta in pennarello "Friends don't let friends get Friends haircuts", ovvero "Gli amici non lasciano che gli amici si facciano i capelli alla Friends" (perché non più lunghi), riferita al nuovo look di tutti e quattro i membri dei Metallica, che sfoggiavano in quel periodo un insolito taglio corto di capelli somigliante a quello dei protagonisti dello show Friends, spettacolo che andava in onda poco prima che loro iniziassero a suonare quella sera e furono messi in "attesa".

## Tracce
1. Nutshell – 4:58 (Jerry Cantrell, Mike Inez, Sean Kinney, Layne Staley)
2. Brother – 5:27 (Jerry Cantrell)
3. No Excuses – 4:57 (Jerry Cantrell)
4. Sludge Factory – 4:36 (Jerry Cantrell, Sean Kinney, Layne Staley)
5. Down in a Hole – 5:46 (Jerry Cantrell)
6. Angry Chair (*) – 4:36 (Layne Staley)
7. Rooster – 6:41 (Jerry Cantrell)
8. Got Me Wrong – 4:59 (Jerry Cantrell)
9. Heaven Beside You – 5:38 (Jerry Cantrell, Mike Inez)
10. Would? – 3:43 (Jerry Cantrell)
11. Frogs (*) – 7:30 (Jerry Cantrell, Mike Inez, Sean Kinney, Layne Staley)
12. Over Now – 7:12 (Jerry Cantrell, Sean Kinney)
13. Killer Is Me (*) – 5:23 (Jerry Cantrell)

- I brani indicati con l'asterisco sono quelli tagliati dall'originale messa in onda di MTV, ma inclusi sia sul CD che sul DVD.

## Formazione
- Layne Staley - voce, chitarra in Angry Chair
- Jerry Cantrell - chitarra, voce
- Mike Inez - basso acustico, chitarra in Killer Is Me
- Sean Kinney - batteria
- Scott Olson - seconda chitarra, basso in Killer Is Me

## Classifiche
| Classifica (1996) | Posizione massima |
| ----------------- | ----------------- |
| Australia         | 12                |
| Austria           | 23                |
| Belgio (Vallonia) | 15                |
| Canada            | 11                |
| Finlandia         | 13                |
| Germania          | 46                |
| Italia            | 16                |
| Norvegia          | 9                 |
| Nuova Zelanda     | 8                 |
| Paesi Bassi       | 33                |
| Regno Unito       | 20                |
| Stati Uniti       | 3                 |
| Svezia            | 7                 |
| Svizzera          | 41                |